# Сад земных наслаждений (триптих Босха)
«Сад земных наслаждений» — самый известный триптих Иеронима Босха, получивший своё название по теме центральной части, посвящён греху сладострастия — Luxuria. Оригинальное название этой работы Босха доподлинно неизвестно. «Садом земных наслаждений» триптих назвали исследователи. В целом ни одно из имеющихся на сегодняшний день толкований картины не признано единственно верным. Большинство теорий о значении картины развиты в XX веке.

## Введение
Именно эту работу Босха, особенно фрагменты центральной картины, обычно приводят в качестве иллюстраций, именно здесь уникальное творческое воображение художника проявляет себя в полной мере. Непреходящее очарование триптиха заключается в том, как художник выражает главную идею через множество деталей.
На левой створке триптиха изображён Бог, представляющий Еву ошеломлённому Адаму в безмятежном и мирном Раю. В центральной части ряд сцен, по-разному трактовавшихся, изображает истинный сад наслаждений, где с райским спокойствием движутся загадочные фигуры. В правой створке запечатлены самые страшные и тревожные образы всего произведения Босха: сложные машины для пыток и чудовища, порождённые его фантазией.
Картина переполнена прозрачными фигурками, фантастическими сооружениями, чудовищами, обретшими плоть галлюцинациями, адскими карикатурами реальности, на которую он смотрит испытующим, чрезвычайно острым взглядом. Некоторые учёные хотели видеть в триптихе изображение жизни человека сквозь призму её тщеты и образы земной любви, другие — торжество сладострастия. Однако простодушие и некоторая отстранённость, с которыми трактованы отдельные фигурки, а также благосклонное отношение к этому произведению со стороны церковных властей заставляют сомневаться, что содержанием его могло быть прославление телесных наслаждений.

Сад земных наслаждений — это изображение Рая, где упразднён естественный порядок вещей и полновластно царят хаос и сладострастие, уводя людей от пути спасения. Этот триптих нидерландского мастера является самым лирическим и загадочным его произведением: в созданной им символической панораме христианские аллегории смешиваются с алхимическими и эзотерическими символами, что породило самые экстравагантные гипотезы касательно религиозной ортодоксальности художника и его сексуальных склонностей.
— Федерико Дзери

## Центральная часть
На первый взгляд центральная часть представляет едва ли не единственную в творчестве Босха идиллию. Обширное пространство сада заполнено обнажёнными мужчинами и женщинами, которые лакомятся исполинскими ягодами и плодами, играют с птицами и животными, плещутся в воде и — прежде всего — открыто и бесстыдно предаются любовным утехам во всём их разнообразии. Всадники длинной вереницей, как на карусели, едут вокруг озера, где купаются обнажённые девушки; несколько фигур с едва заметными крыльями парят в поднебесье. Этот триптих сохранился лучше, чем большая часть крупных алтарных образов Босха, и беспечное веселье, парящее в композиции, подчеркивается её ясным, равномерно распределённым по всей поверхности светом, отсутствием теней, ярким, насыщенным колоритом. На фоне травы и листвы, подобно диковинным цветам, сверкают бледные тела обитателей сада, кажущиеся ещё белее рядом с несколькими чернокожими фигурами, расставленными в этой толпе. Позади переливающихся всеми цветами радуги фонтанов и построек, окружающих озеро на заднем плане, на горизонте виднеется плавная линия постепенно тающих холмов. Миниатюрные фигурки людей и фантастически огромные, причудливые растения кажутся столь же невинными, как узоры средневекового орнамента, вдохновившего художника.

Главная цель художника — показать тлетворные последствия чувственных удовольствий и их эфемерный характер: алоэ впивается в обнаженную плоть, коралл прочно захватывает тела, раковина захлопывается, превращая любовную пару в своих пленников. В башне Прелюбодеяния, чьи оранжево-желтые стены сверкают подобно кристаллу, обманутые мужья спят среди рогов. Стеклянная сфера, в которой предаются ласкам любовники, и стеклянный колокол, укрывающий трех грешников, иллюстрируют голландскую пословицу: «Счастье и стекло — как они недолговечны».
— Шарль де Тольнай
Может показаться, что на картине изображено «детство человечества», «золотой век», когда люди и звери мирно существовали бок о бок, без малейшего усилия получая плоды, которые в изобилии дарила им земля. Однако не стоит считать, что толпа обнажённых любовников должна была по замыслу Босха стать апофеозом безгрешной сексуальности. Для средневековой морали половой акт, который в XX в. научились наконец воспринимать как естественную часть человеческого бытия, был чаще доказательством того, что человек утратил свою ангельскую природу и низко пал. В лучшем случае на совокупление смотрели как на неизбежное зло, в худшем — как на смертный грех. Скорее всего, для Босха сад земных наслаждений — мир, растленный любострастием.

Босх абсолютно верен библейским текстам в других своих работах, мы с уверенностью можем предположить, что центральная панель также основана на библейских мотивах. Такие тексты действительно можно найти в Библии. До Босха ни один художник не осмелился вдохновиться ими, и на то есть веская причина. Тем более, что они расходятся с общепринятыми правилами библейской иконографии, где возможно только описание уже случившегося или того, что произойдет в будущем согласно Откровению.

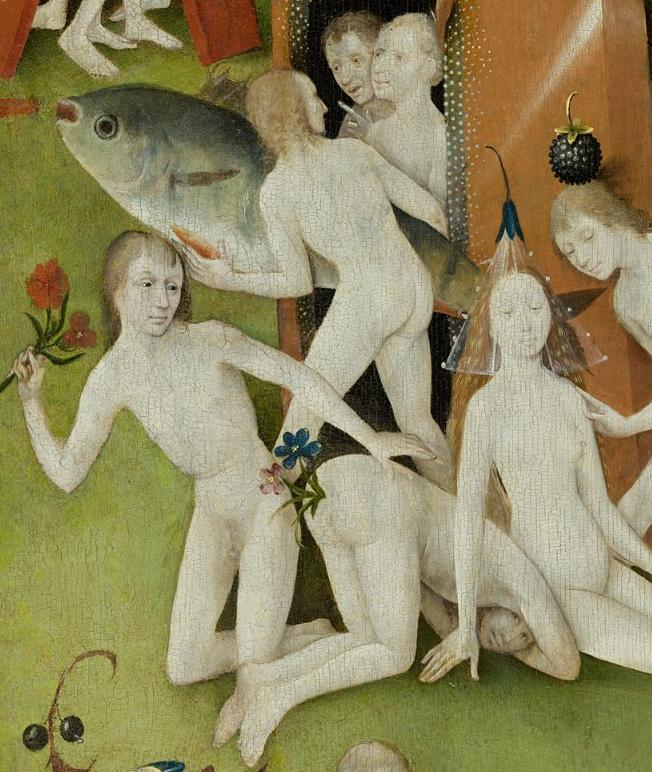
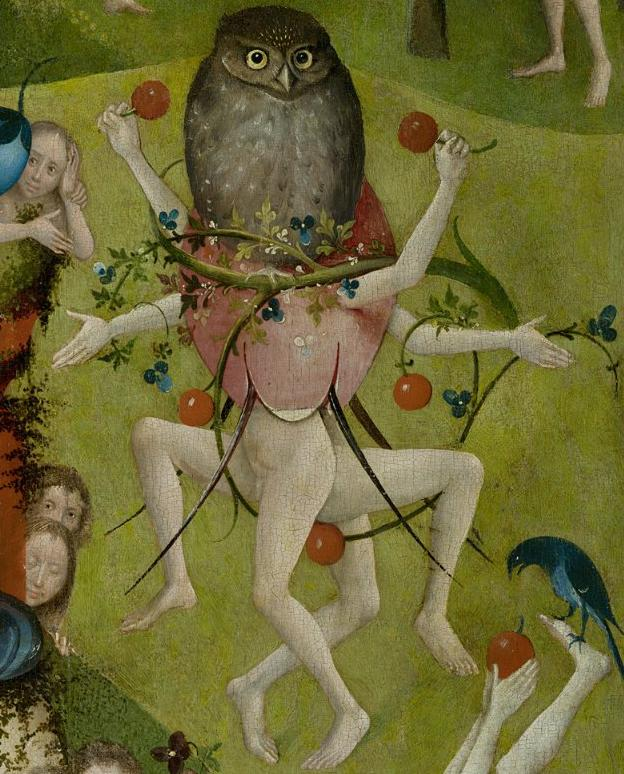
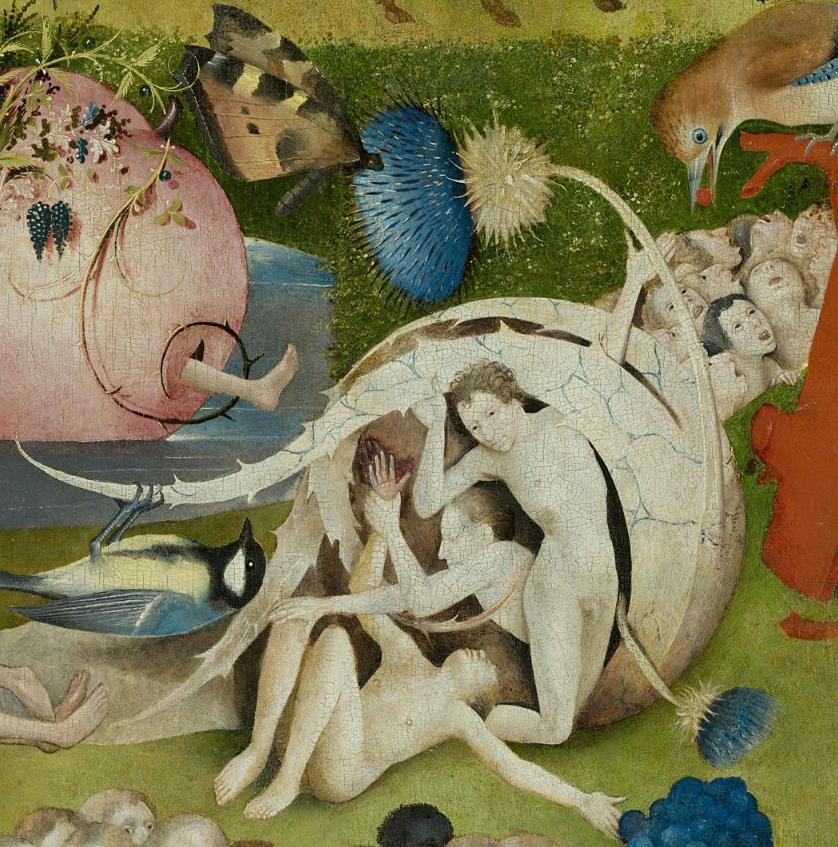
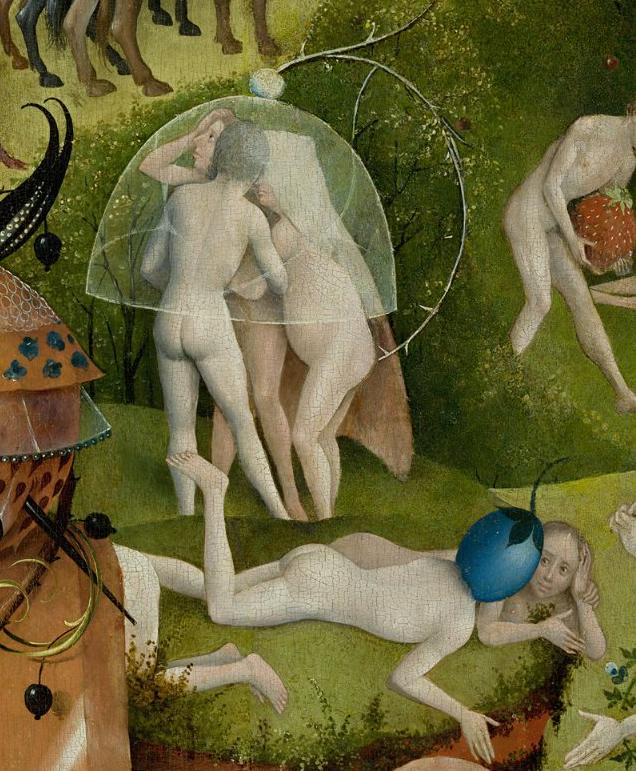
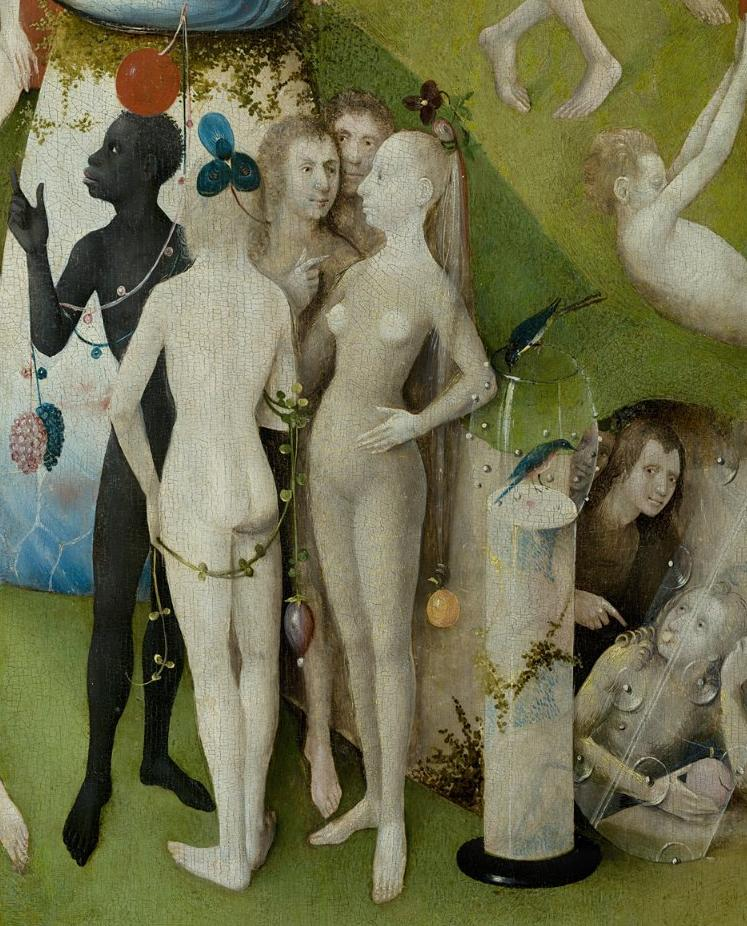
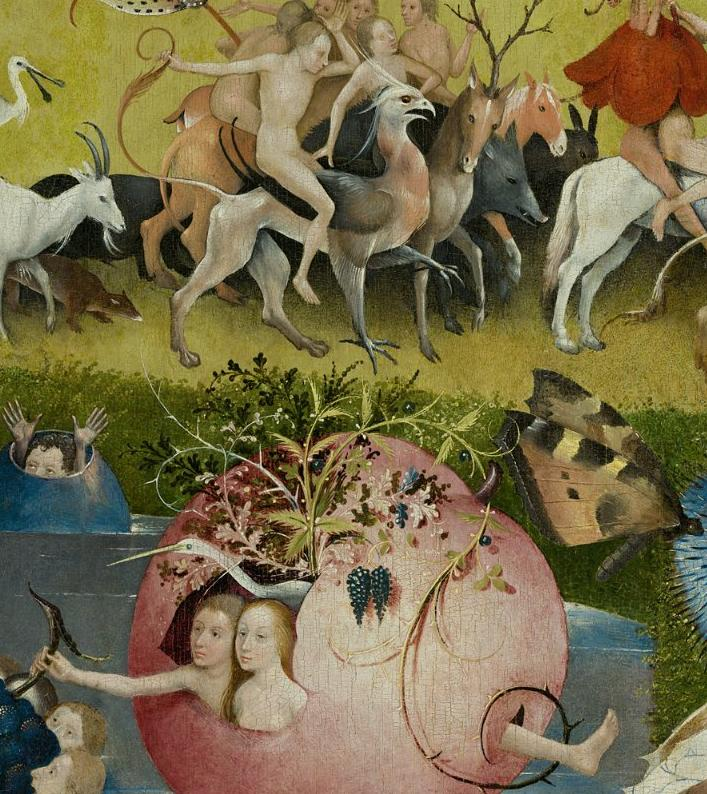
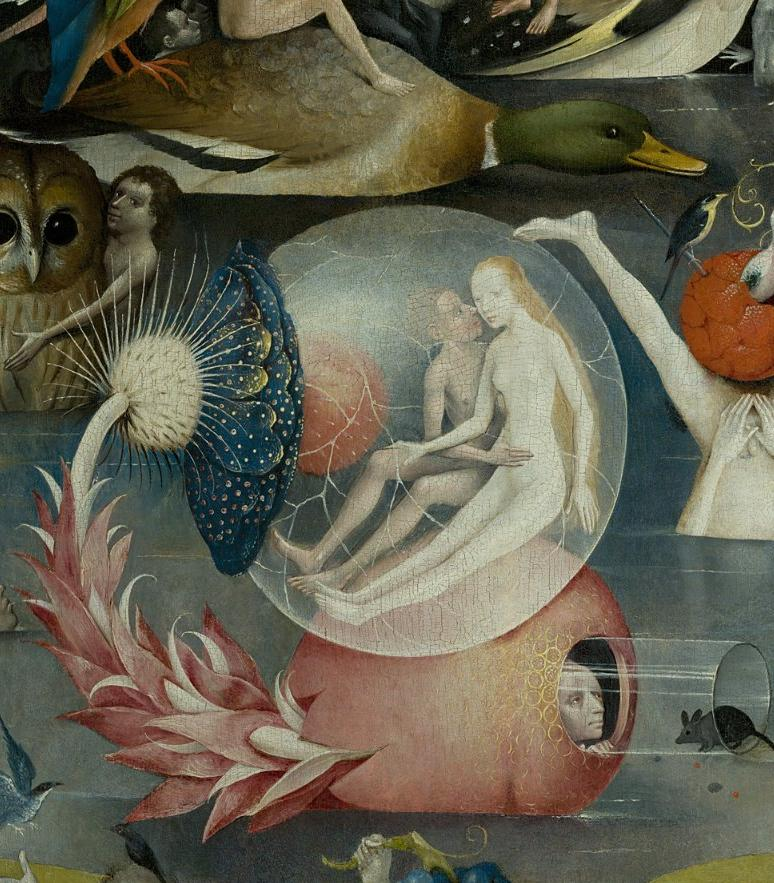
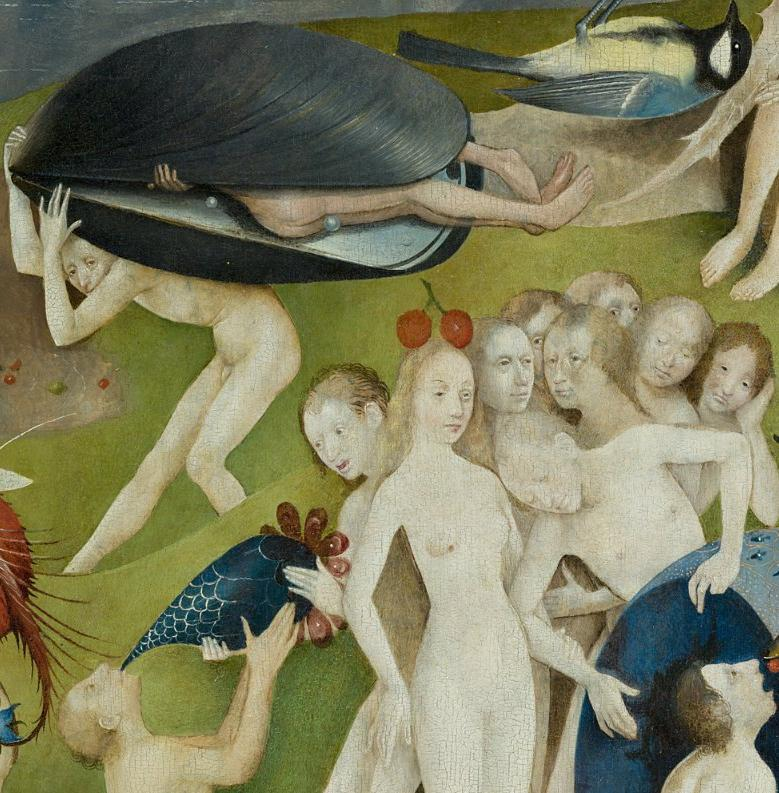
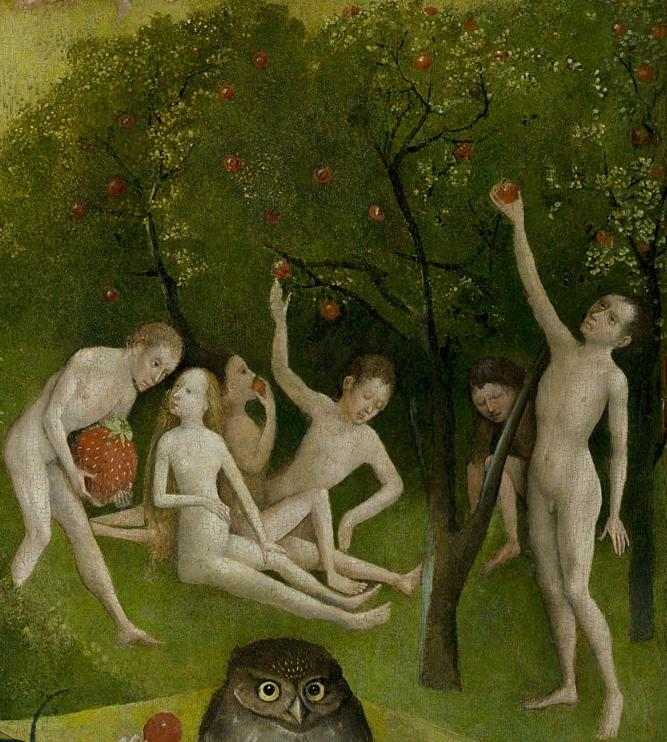
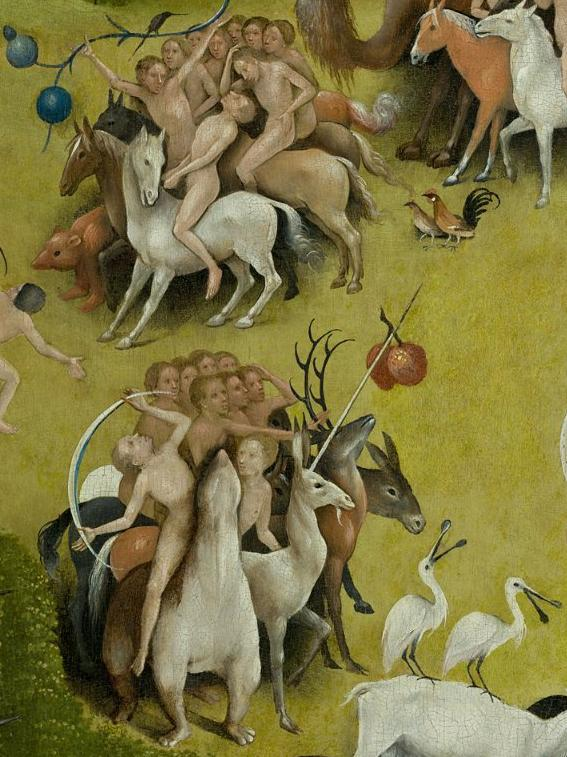
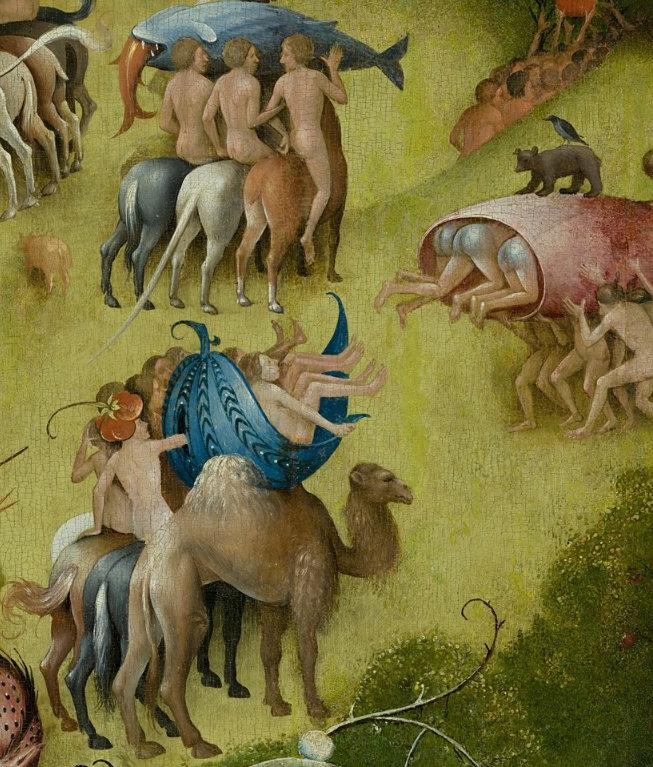
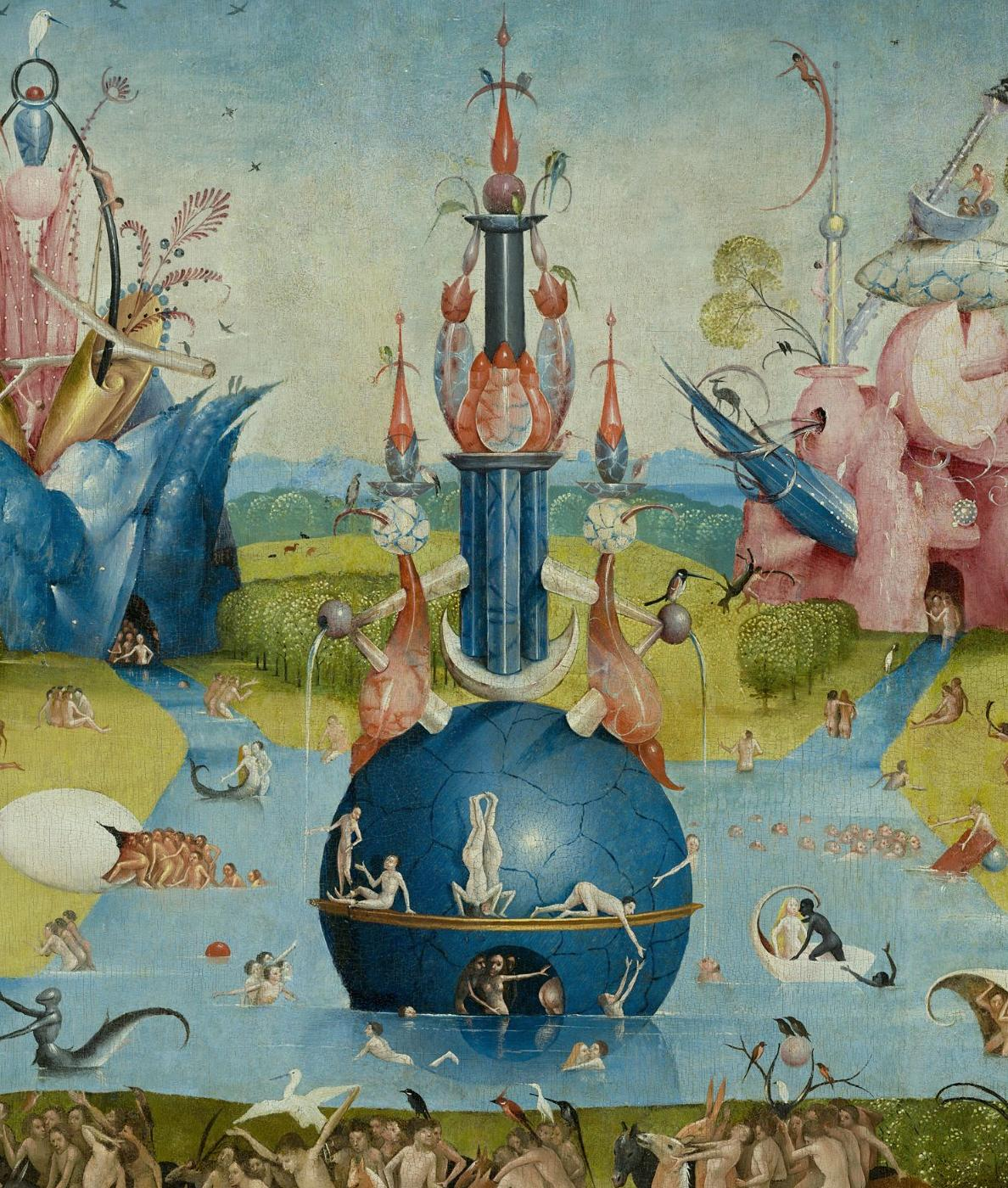

— Ханс Бельтинг

## Левая створка
Левая створка изображает последние три дня сотворения мира. Небо и Земля произвели на свет десятки живых существ, среди которых можно увидеть жирафа, слона и мифических зверей наподобие единорога. В центре композиции поднимается Источник Жизни — высокое, тонкое, розовое сооружение, отдалённо напоминающее готический табернакль, украшенный затейливой резьбой. Сверкающие в тине драгоценные камни, так же как фантастические звери, вероятно, навеяны средневековыми представлениями об Индии, пленявшей своими чудесами воображение европейцев со времён Александра Македонского. Существовало народное и достаточно распространённое поверье о том, что именно в Индии находится утраченный человеком Эдем.
На переднем плане этого ландшафта, запечатлевшего допотопный мир, изображена не сцена искушения или изгнания Адама и Евы из Рая (как в «Возе сена»), а их соединение Богом. Взяв Еву за руку, Бог подводит её к только что очнувшемуся ото сна Адаму, и кажется, что тот смотрит на это создание со смешанным чувством удивления и предвкушения. Сам Бог гораздо моложе, чем на прочих картинах, он предстаёт в облике Христа, второго лица Троицы и воплощённого Слова Бога.

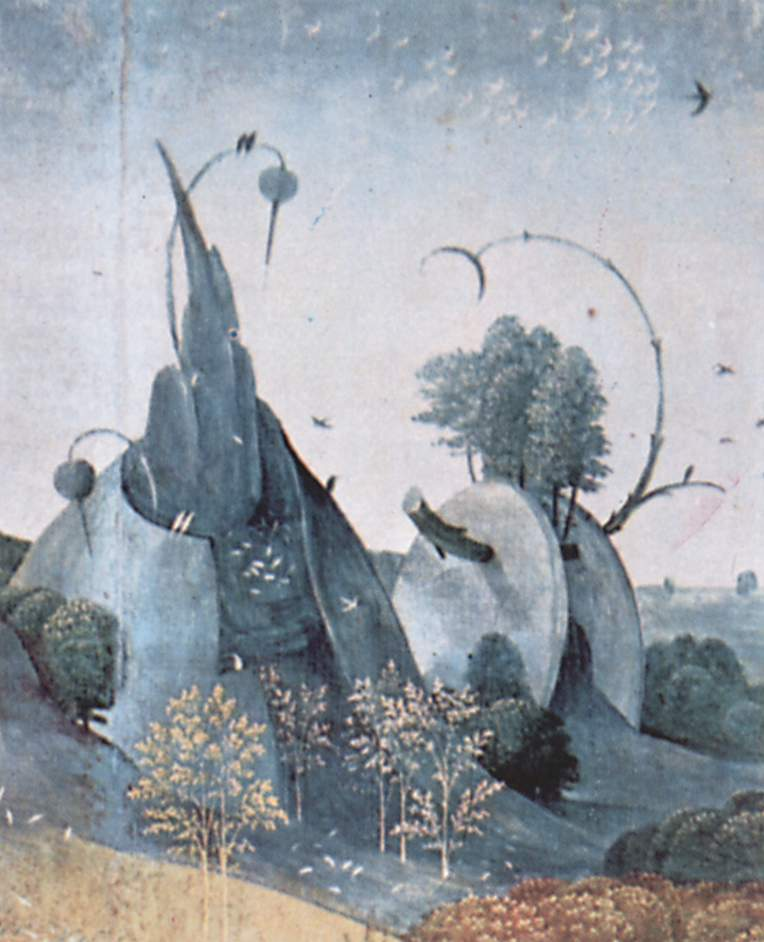
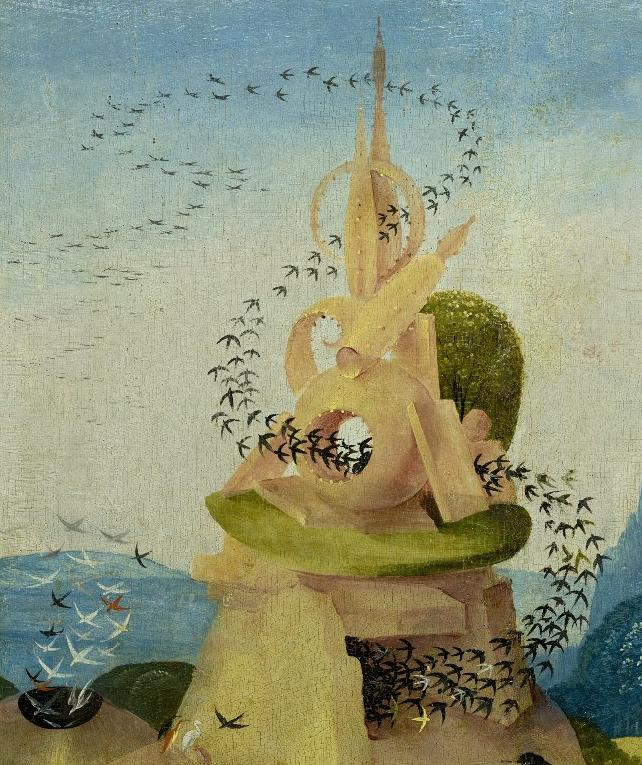
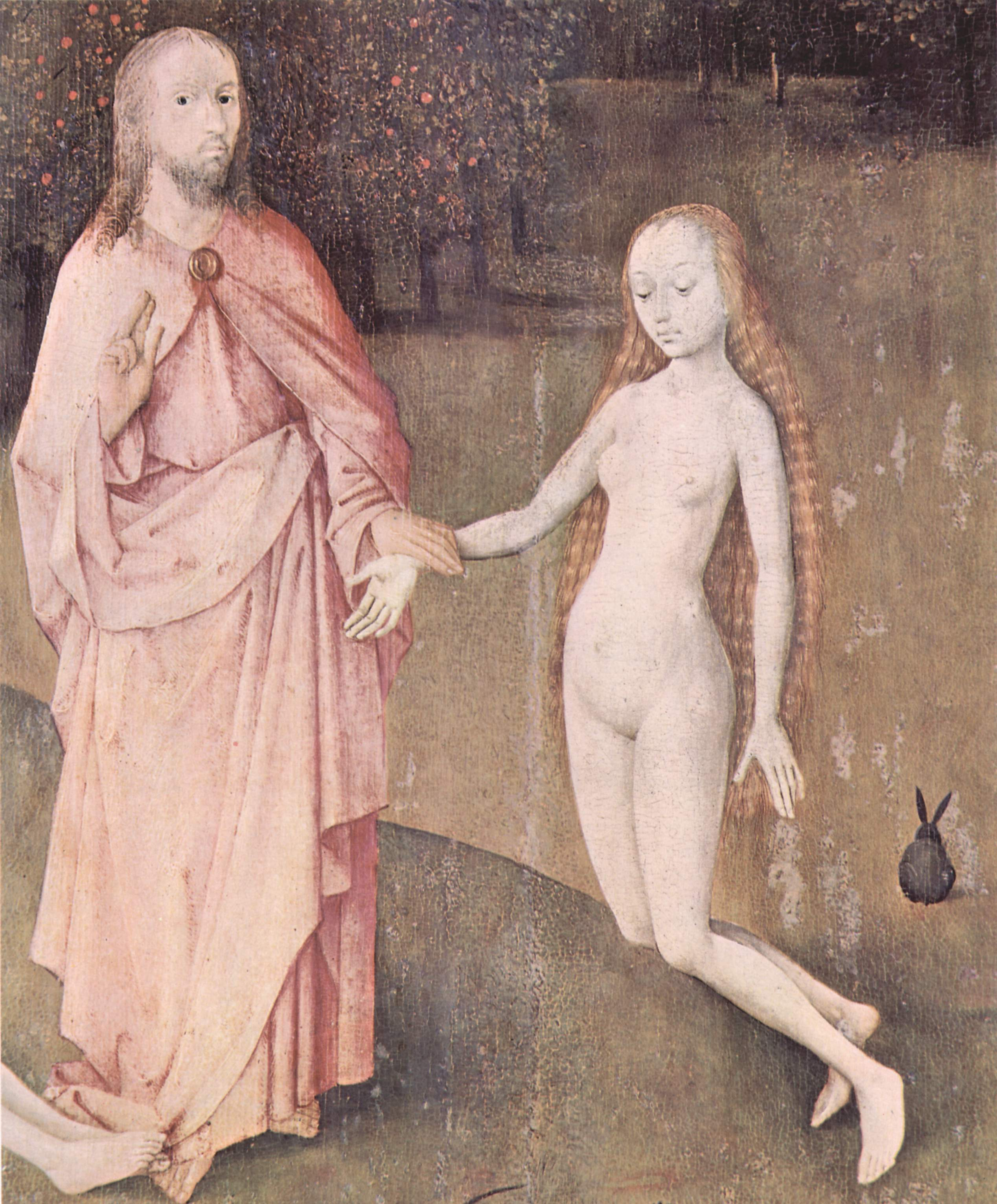
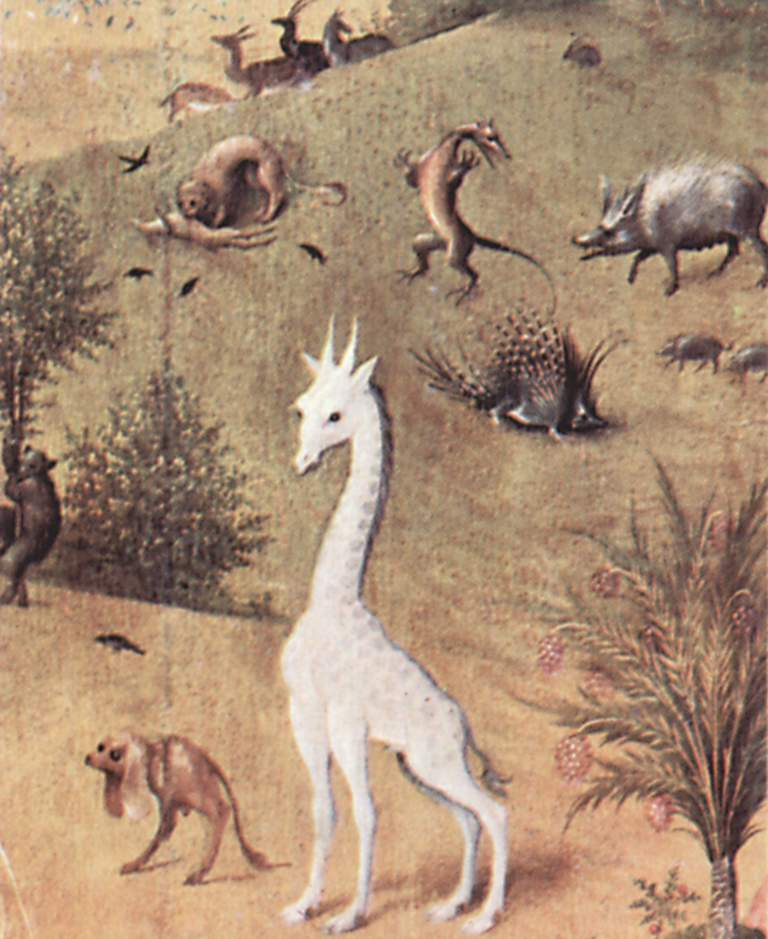
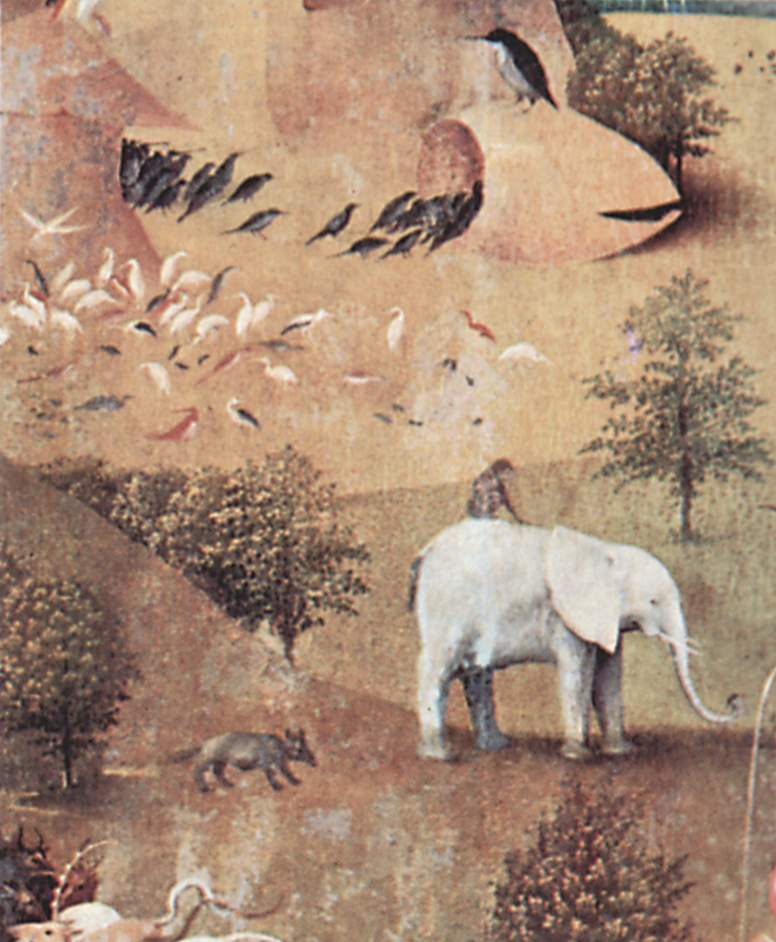
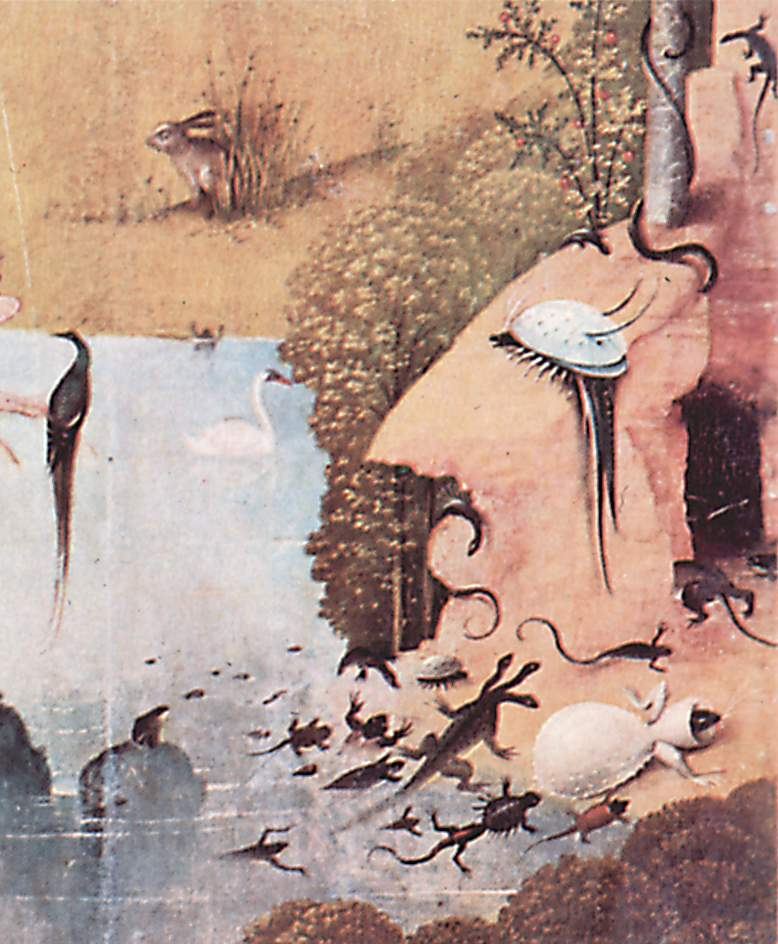
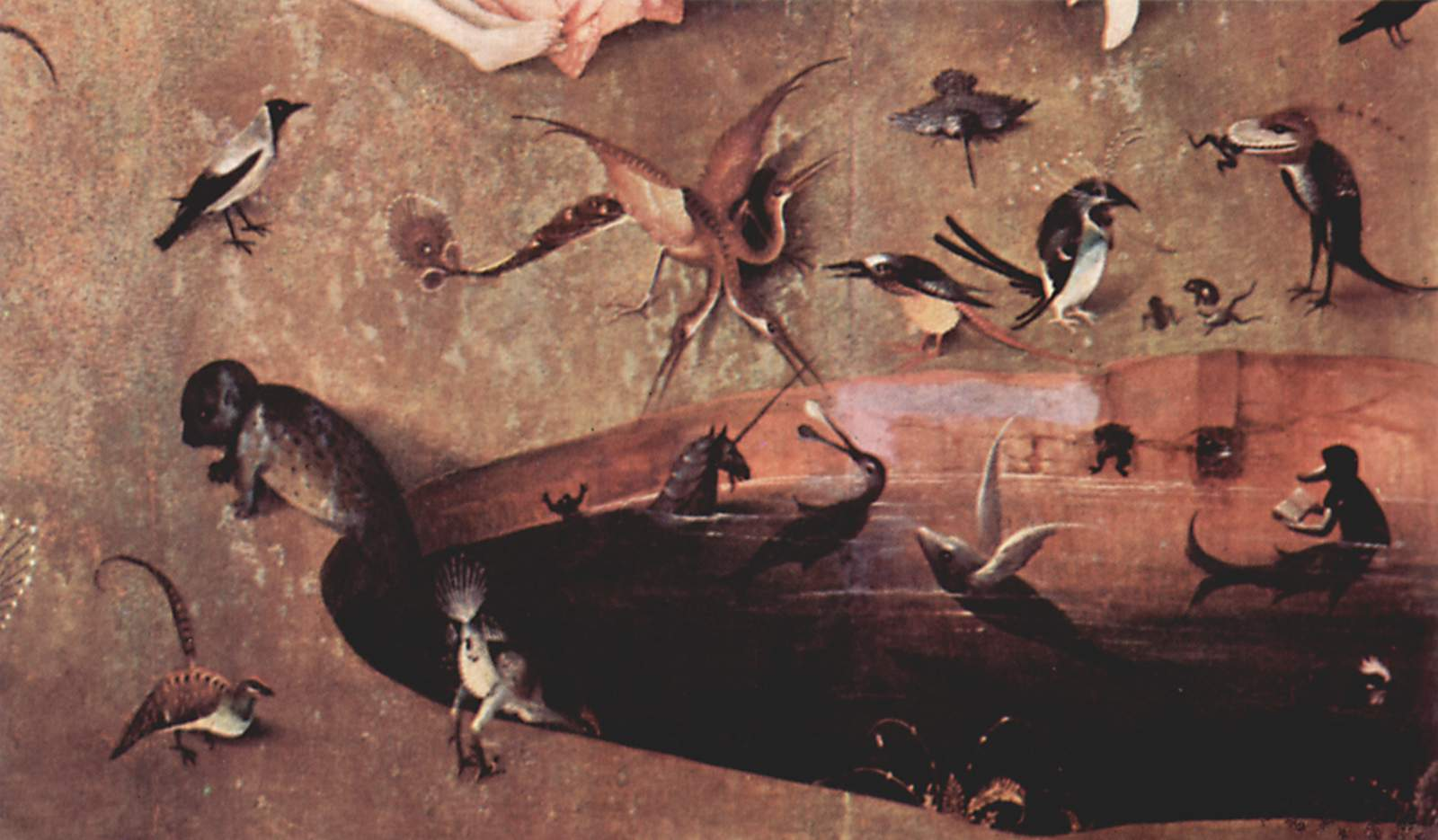
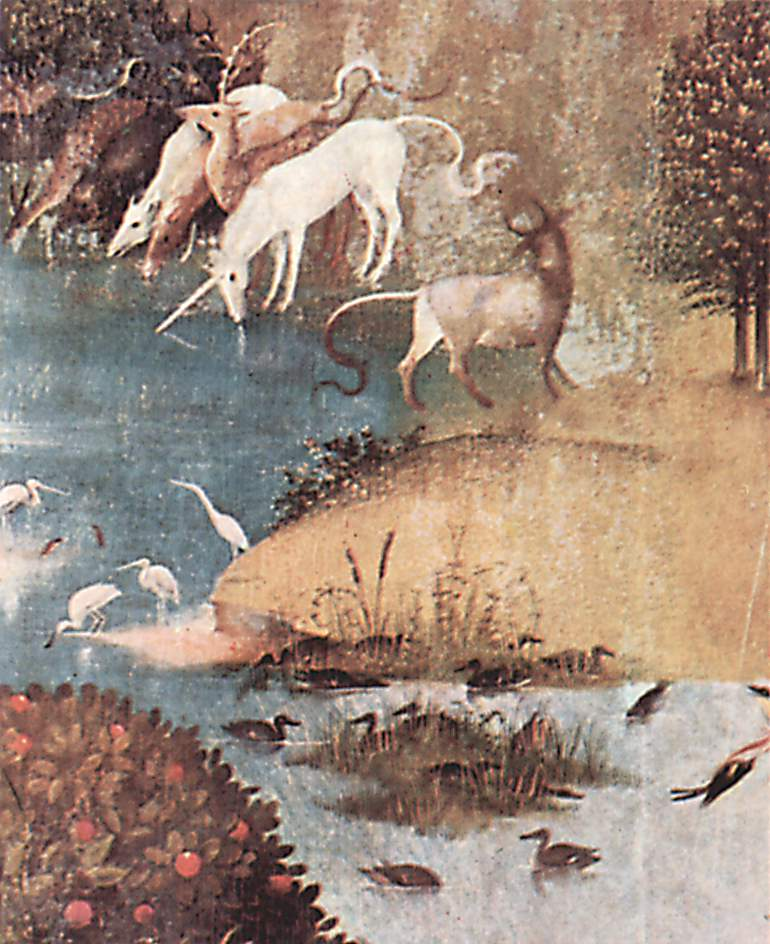

## Правая створка («Музыкальный Ад»)
Правая створка получила своё название из-за изображений инструментов, использованных здесь самым странным образом: на арфе распят один грешник, ниже лютня становится орудием пытки другого, лежащего ничком «музыканта», на ягодицах которого оттиснуты ноты мелодии. Её исполняет хор проклятых душ во главе с регентом — монстром с рыбьей мордой.
Студентка университета Оклахомы Амелия Хэмрик в 2014 году предприняла достаточно удачную попытку «расшифровать» эту нотную запись и переложить для фортепьяно, после её опубликования в сети появились записи нескольких любительских исполнений этой композиции.
Если на центральной части запечатлено эротическое сновидение, то на правой створке — кошмарная действительность. Это самое жуткое видение Ада: дома здесь не просто горят, но взрываются, озаряя вспышками пламени тёмный фон и делая воду озера багряной, как кровь.
На переднем плане кролик тащит свою добычу, привязанную за ноги к шесту и истекающую кровью, — это один из самых излюбленных мотивов Босха, но здесь кровь из вспоротого живота не течёт, а хлещет, словно под действием порохового заряда. Жертва становится палачом, добыча — охотником, и это как нельзя лучше передаёт хаос, царящий в Аду, где перевёрнуты нормальные взаимосвязи, некогда существовавшие в мире, а самые обычные и безобидные предметы повседневной жизни, разрастаясь до чудовищных размеров, превращаются в орудия пытки. Их можно сравнить с исполинскими ягодами и птицами центральной части триптиха.
Литературным источником босховского Ада музыкантов считается сочинение «Видение Тундала» (см. ссылку внизу), изданное в Хертогенбосе в 1484 г., подробно описывающее мистическое посещение автором Рая и Ада, откуда, видимо происходит образ покрытого льдом пруда, по которому грешники вынуждены неизменно скользить на шатких санках или коньках.
На замёрзшем озере на среднем плане ещё один грешник неуверенно балансирует на огромном коньке, но тот несёт его прямо к полынье, где уже барахтается в ледяной воде другой грешник. Эти образы навеяны старинной нидерландской поговоркой, схожей с русским выражением «по тонкому льду». Чуть выше изображены люди, как мошкара слетающиеся на свет фонаря; на противоположной стороне «обречённый вечной погибели» висит в «ушке» дверного ключа.
Дьявольский механизм — вычлененный из тела орган слуха — составлен из пары проткнутых стрелой исполинских ушей с длинным лезвием посередине. Существует несколько вариантов толкования этого фантастического мотива: по мнению одних, это намёк на человеческую глухоту к словам Евангелия «имеющий уши да услышит». Выгравированная на лезвии буква «М» обозначает либо клеймо оружейника или инициал живописца, по каким-либо причинам особо неприятного художнику (возможно, Яна Мостарта), либо — слово «Mundus» («Мир»), указывая на вселенское значение мужского начала, символизируемого лезвием, либо имя Антихриста, которое, в соответствии со средневековыми пророчествами, будет начинаться с этой буквы.
Странное существо с птичьей головой и большим полупрозрачным пузырём поглощает грешников и затем низвергает их тела в идеально-круглую выгребную яму. Туда же скупец осужден вечно испражняться золотыми монетами, а другой, судя по всему, обжора — безостановочно изрыгать съеденные лакомства. Мотив демона или дьявола, сидящего на высоком стуле, заимствован из текста «Видение Тундала», У подножия престола сатаны, рядом с адским пламенем, обнажённую женщину с жабой на груди обнимает чёрный демон с ослиными ушами. Лицо женщины отражается в зеркале, прикреплённом к ягодицам другого, зелёного демона, — таково возмездие тем, кто поддался греху гордыни.

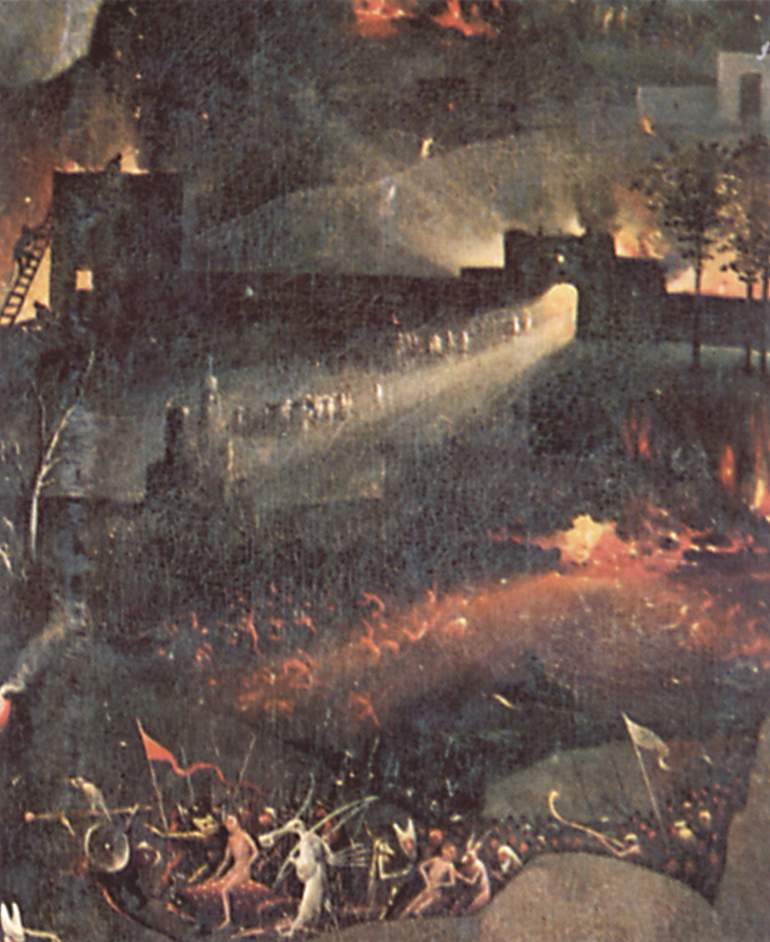
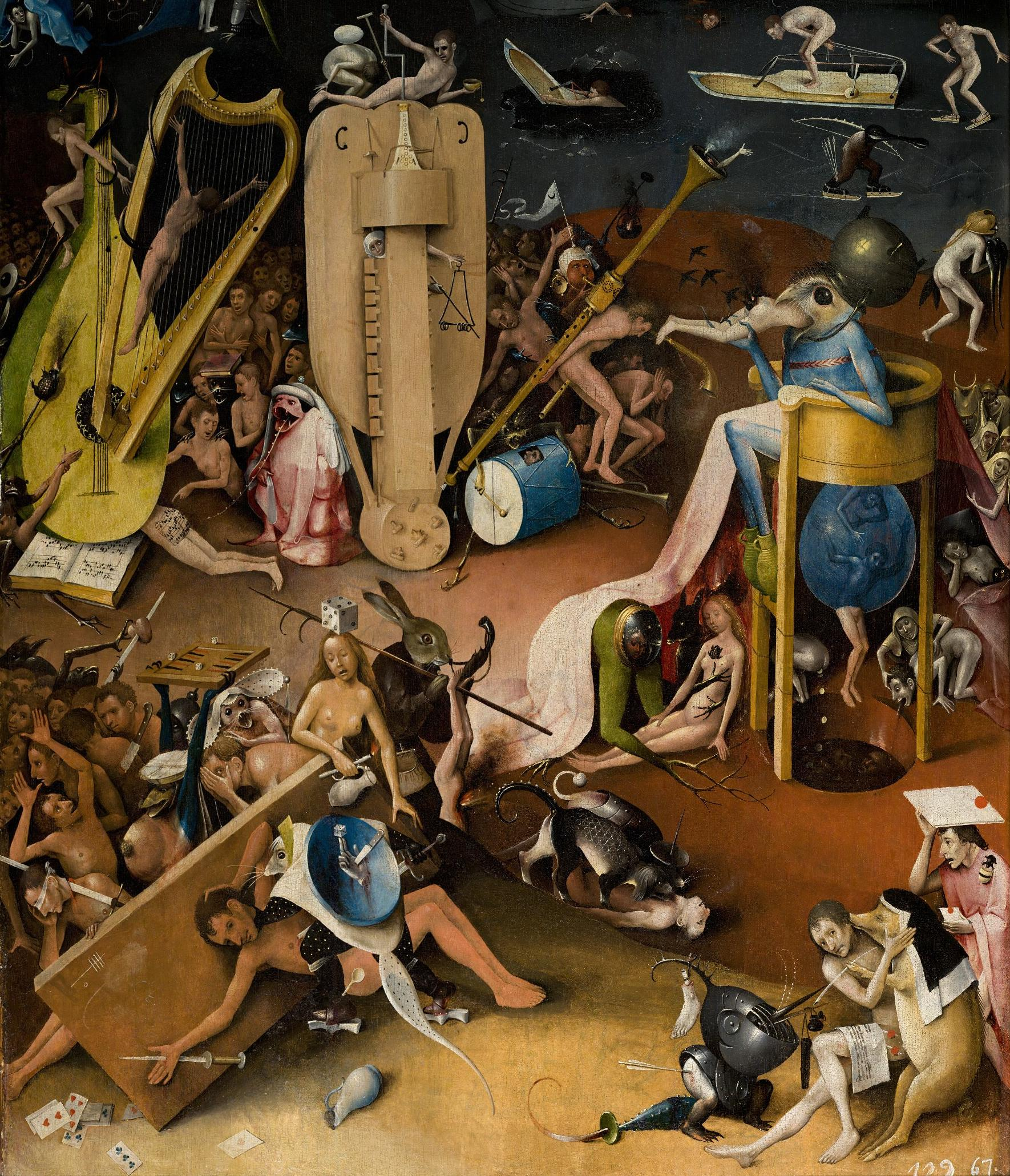
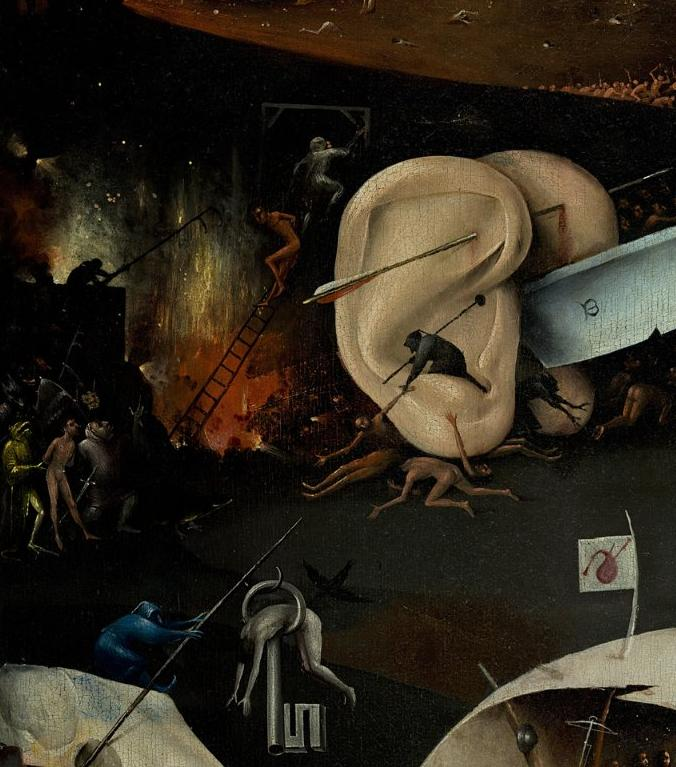
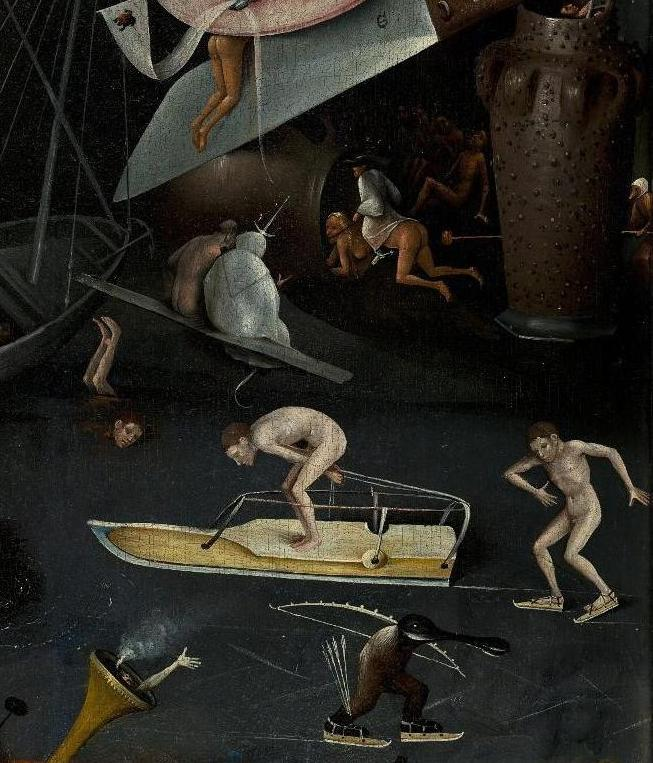
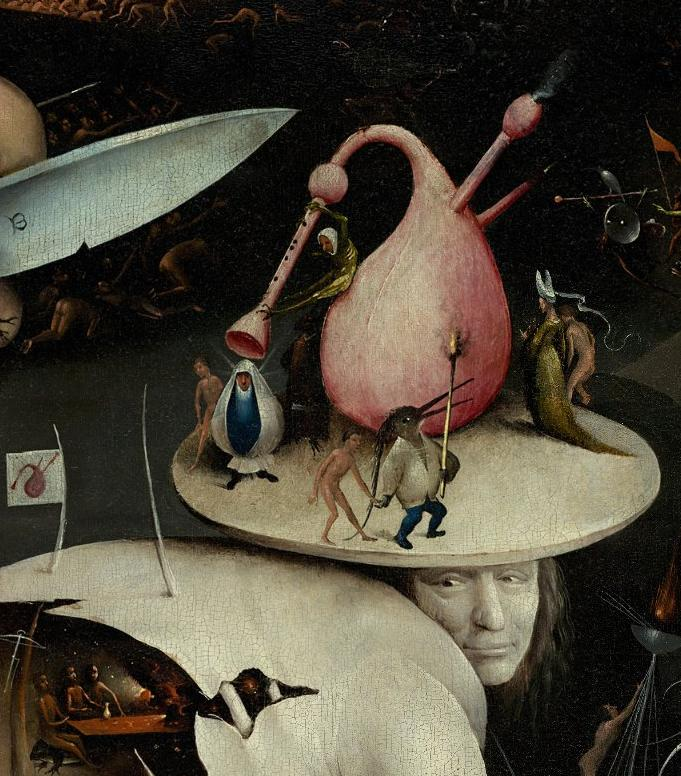
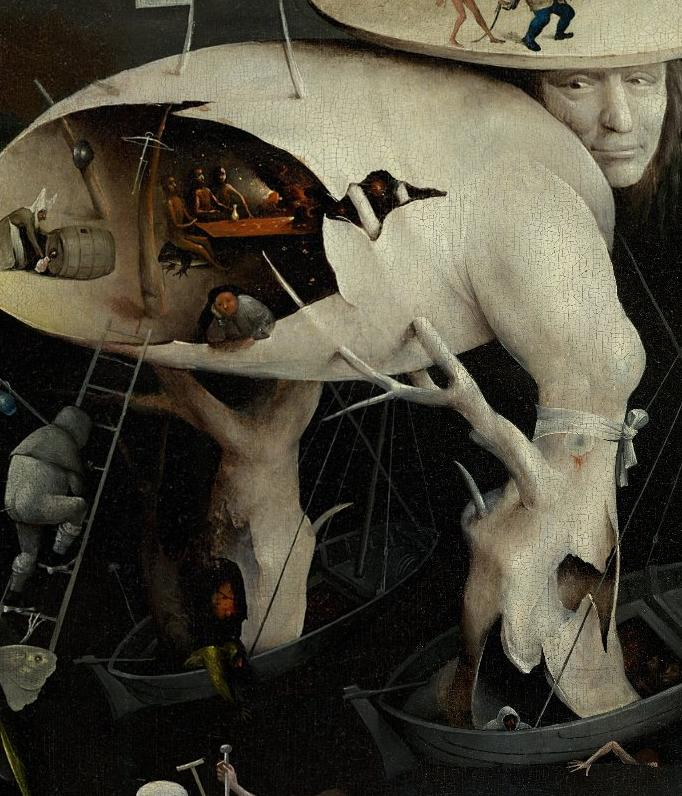
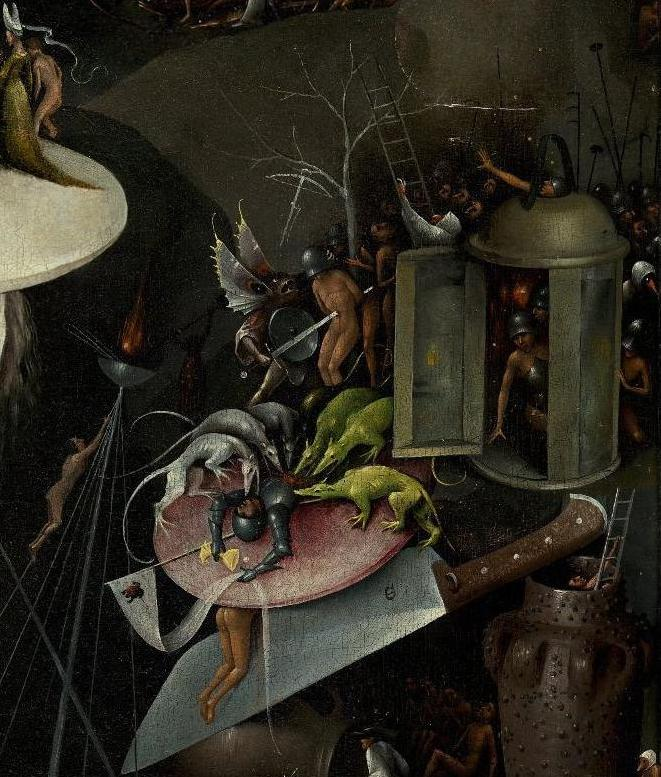

## Внешние створки

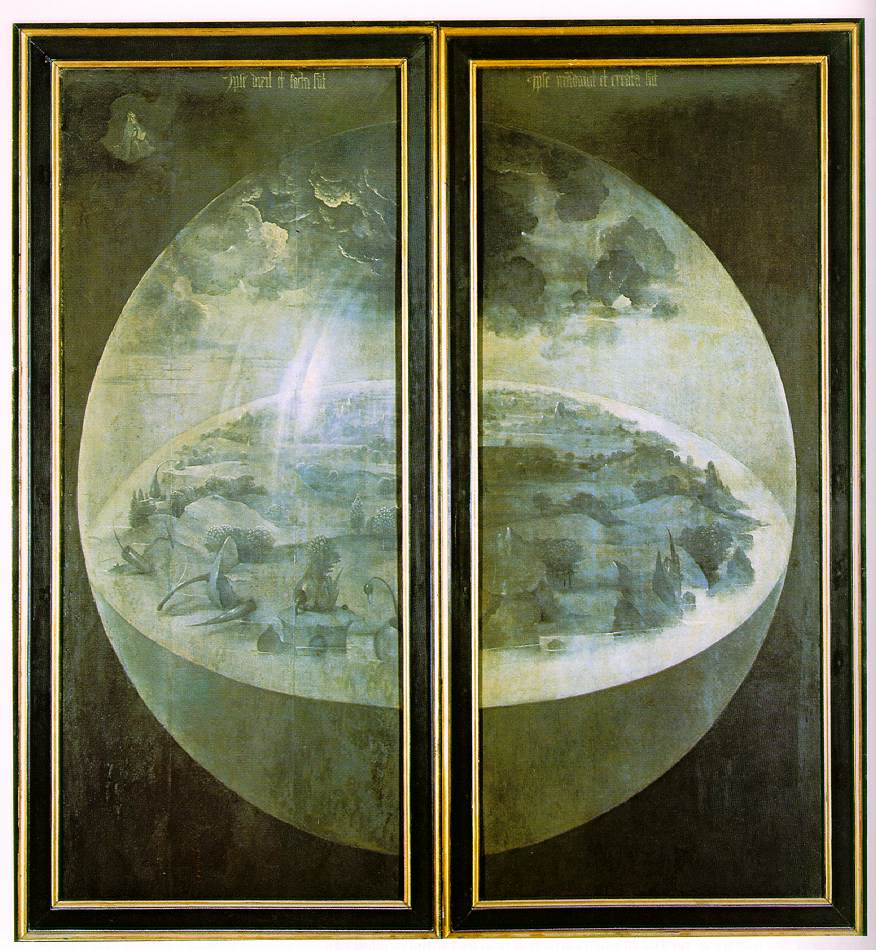
Внешние створки

Глядя на гризайлевые изображения с внешней стороны, зритель ещё не ведает, какое буйство цвета и образов скрывается внутри. В хмурых тонах изображён Мир на третий день после того, как Бог сотворил его из великой пустоты. Земля уже покрыта зеленью, окружена водами, освещена солнцем, но на ней ещё нельзя встретить ни людей, ни животных. Надпись на левой створке гласит: «Он сказал, — и сделалось» (начало Псалтирь 32:9), на правой — «Он повелел, — и явилось» (окончание Псалтирь 32:9).

## Отсылки в культуре
В фильме «Куда приводят мечты» за спиной героини на стене висит репродукция картины «Сад земных наслаждений». По сюжету её муж попадает сначала в рай, а затем вынужден отправиться в ад за своей женой, совершившей смертный грех.